# 柯岩 (作家)
柯岩（1929年7月14日—2011年12月11日），原名冯恺，女，满族，祖籍广东南海，生于河南郑州，中国诗人、小说家、报告文学作家。她是诗人贺敬之的妻子。

## 名字由来
柯岩原名叫冯恺，对于后来取名“柯岩”，她自谓：“中国古人把绿绿的小苗称之为柯；岩就是大大的坚硬的岩石。岩石上是很难长出树来的，因此，凡是能在岩石上成活的树，它的根须必须透过岩石的缝隙寻找泥土，把根深深地扎入大地，它的生命力必将加倍的顽强……我取它做我的笔名，因为我知道写作是一件很难的事，决心终生扎根大地，终生奋力地攀登，从而使我的作品能像岩石中的小树那样富有生命力。”

## 生平
1929年，柯岩出生在河南省郑州市，1947年，柯岩开始文学创作，擅长诗歌、小说和报告文学。柯岩是中国作家协会的会员。2011年12月11日，柯岩在北京市逝世，享年82岁。

## 家庭
1950年，贺敬之和柯岩谈论《白毛女》，自此，两人一见倾心。 1951年，贺敬之在河北患肺结核，回到北京疗养，柯岩不惧怕传染去探视他，两人由此相爱，在龙须沟结婚。

## 作品

### 诗集
- 《“小迷糊” 阿姨》
- 《周总理，你在哪里》

### 报告文学
- 《船长》
- 《最美的画册》
- 《奇异的书简》
- 《相亲记》
- 《春的消息》
- 《柯岩作品选》
- 《柯岩儿童诗选》
- 《癌症≠死亡》

### 小说
- 《寻找回来的世界》

《柯岩文集》全6卷，青岛出版社 / 1995 。1-2小说，3、散文，4、诗，5、剧本，6、文论。
《柯岩文集》全10卷，四川文艺出版社 / 2009-07 。1-4、小说，5、诗歌，6、报告文学，7、文论，8-10、剧本。

## 亲属
- 儿子：贺小雷

## 评价
中国作协副主席、诗人高洪波：“她是一个充满激情的人，一个一直在燃烧着自己、同时用激情燃烧别人的人。她周身充满了理想主义色彩……”